# Daniele Libanori
Daniele Libanori, S.J. (* 27. května 1953 Ostellato) je italský římskokatolický duchovní, jezuita, biskup a asesor Svatého otce pro zasvěcený život.

## Život
Narodil se 27. května 1953 v Ostellatu.
Vstoupil do kněžského semináře v Ferraře. Po studiu teologie byl arcibiskupem Filippem Franceschim vysvěcen na kněze a inkardinován do arcidiecéze Ferrara. Stal se farním vikářem ve Vigarano Mainarda. Od roku 1983 byl farářem farnosti Madonna dei Boschi ve Ferraře a rektorem kněžského semináře.
Na Boloňském teologickém studiu obdržel licenciát z teologie a na Papežské teologické fakultě Jižní Itálie doktorát.
Dne 26. prosince 1991 vstoupil do Tovaryšstva Ježíšova. Od roku 1993 působil na univerzitní koleji ve městě L'Aquila. Jeden rok byl ministrem komunity v neapolské čtvrti Posillipo. V letech 1998–2003 sloužil v kapli Univerzity La Sapienza v Římě a 18. října 2002 složil své věčné řeholní sliby. Zastával úřad vicerektora poté rektora kostela SS.mo Nome di Gesù all’Argentina. Před jmenováním biskupem sloužil ve farnosti San Giuseppe dei Falegnami al Foro Romano.
Dne 23. listopadu 2017 jej papež František jmenoval pomocným biskupem diecéze Řím a titulárním biskupem z Buruni. Biskupské svěcení přijal 13. ledna 2018 z rukou arcibiskupa Angela De Donatis a spolusvětiteli byli biskup Gianrico Ruzza a biskup Andrea Turazzi.
Dne 6. dubna 2024 byl ustanoven asesorem Svatého otce pro zasvěcený život.